# Целибат

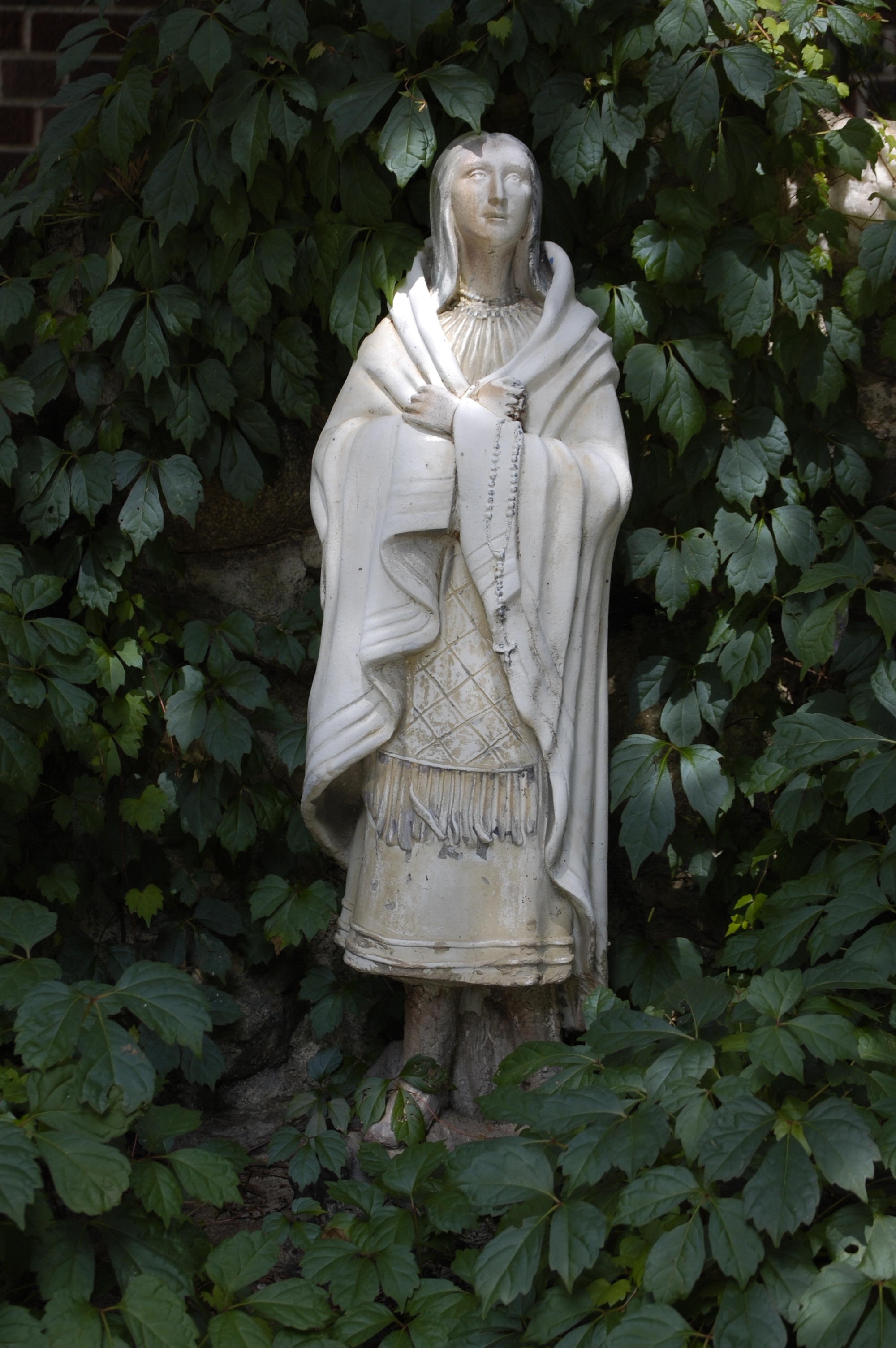
Католическая святая Катери Текаквита, давшая вечный обет безбрачия

Целиба́т (от лат. caelibis — холостой), или безбра́чие — термин гражданского и канонического права, означающий состояние вне брака, холостую жизнь, а также воздержание от половой жизни. Один из атрибутов монашества.
В Православной церкви целибат обязателен для диаконов и священников после рукоположения, если до принятия священного сана они не вступили в брак, а для епископов ― как перед, так и после рукоположения. В Римско-католической церкви целибат обязателен для диаконов после рукоположения, если до принятия священного сана они не вступили в брак, а для священников и епископов ― как перед, так и после рукоположения. В Восточнокатолических церквях сохраняется право иметь женатых священников.

## Целибат в раннем христианстве
Апостол Павел писал, что в браке нет ничего плохого, но соблюдающий безбрачие поступает лучше (1Кор. 7:25, 26). Кроме того:
Неженатый заботится о Господнем, как угодить Господу; а женатый заботится о мирском, как угодить жене… Если же кто почитает неприличным для своей девицы то, чтобы она, будучи в зрелом возрасте, оставалась так, тот пусть делает, как хочет: не согрешит; пусть таковые выходят замуж. Но кто непоколебимо твёрд в сердце своём и, не будучи стесняем нуждою, но будучи властен в своей воле, решился в сердце своём соблюдать свою деву, тот хорошо поступает (1Кор. 7:32, 36, 37).
Согласно Новому Завету, апостол Пётр (Мк. 1:29-34) и апостол от семидесяти Филипп (Деян. 21:9) были женаты. Философ-богослов II века Климент Александрийский писал:
Или они и с апостолами не посчитаются? У Петра и Филиппа были дети; Филипп выдал и дочерей своих замуж.
Относительно наличия жены у апостола Павла существуют различные версии. На основании фразы из Первого послания к Коринфянам (1Кор. 9:5): «или не имеем власти иметь спутницею сестру жену» Климент Александрийский делает вывод, что апостол Павел также был женат. Тем не менее мнение о безбрачии Павла основывается главным образом на 1Кор. 7:1—9: «А о чём вы писали ко мне, то хорошо человеку не касаться женщины… Ибо желаю, чтобы все люди были, как и я; но каждый имеет своё дарование от Бога, один так, другой иначе. Безбрачным же и вдовам говорю: хорошо им оставаться, как я».
В раннехристианской Церкви женатые мужчины могли быть облечены любым священным саном. Апостол Павел писал: «Епископ должен быть непорочен, одной жены муж» (1Тим. 3:2), однако к концу IV века женатые епископы встречались уже как исключение (дольше всего они встречались в церквах Африки и Ливии, что было осуждено VI Вселенским собором). С V века на Востоке возобладала практика недопущения женатых мужчин к епископскому рукоположению. На Западе в то же время оформилась традиция не допускать женатых ко всем чинам священства, начиная с субдиаконата.
Впервые мысль о полном воздержании в браке для всего духовенства была выдвинута на Эльвирском соборе в Испании в 306 году: «Епископы, пресвитеры, диаконы и другие лица из числа духовенства, должны полностью воздерживаться от половых сношений со своими жёнами и от рождения детей. Если кто-либо не подчиняется, он должен быть отстранён от духовной должности» (33-й канон).

## Целибат в современном христианстве

### В православии
В православии — впрочем, как и в восточнокатолических церквях — брак допускается, если его заключение предшествует посвящению в диаконский и священнический сан, поскольку в своём отношении к браку православие руководствуется, прежде всего, 13-м правилом Трульского собора (691—692 года):
Понеже мы уведали, что в Римской Церкви, в виде правила, предано, чтобы те, которые имеют быть удостоены рукоположения во диакона, или пресвитера, обязывались не сообщаться более со своими жёнами: то мы, последуя древнему правилу Апостольскаго благоустройства и порядка, соизволяем, чтобы сожитие священнослужителей по закону и впредь пребыло ненарушимым, отнюдь не расторгая союза их с жёнами, и не лишая их взаимнаго в приличное время соединения. И тако, кто явится достойным рукоположения во иподиакона, или во диакона, или во пресвитера, таковому отнюдь да не будет препятствием к возведению на таковую степень сожитие с законною супругою; и от него во время поставления да не требуется обязательства в том, что он удержится от законнаго сообщения с женою своею; дабы мы не были принуждены сим образом оскорбить Богом установленный, и Им в Его пришествии благословенный брак. Ибо глас Евангелия вопиёт: что Бог сочетал, человек да не разлучает (Мф. 19:6). И Апостол учит: брак честен, и ложе нескверно (Евр. 13:4).
Практика же рукоположения безбрачного духовенства в Русской православной церкви имеет своё конкретное начало в лице Александра Горского. Подвиг его на этот совершенно новый тогда для Российской церкви шаг митрополит Филарет, написавший целый трактат о примерах целибатных рукоположений, которые были в Древней церкви и в позднейшей церковной истории.
В православии епископ должен быть монахом (должен быть неженатым). В Русской православной церкви во епископы рукополагают исключительно из числа архимандритов (высший сан монашествующих пресвитеров), но никак не из числа безбрачного или женатого белого (то есть не монашествующего) духовенства. В тех случаях, когда во епископа избирается не архимандрит, прежде епископской хиротонии его возводят в сан архимандрита.
В 2011 году в Русской православной церкви был принят документ, согласно которому практика рукоположения во священники безбрачных лиц, не состоящих в монашестве, а особенно лиц, ранее не состоявших в браке, должна рассматриваться как исключительная и совершаться не ранее достижения ими 30-летнего возраста. Перед рукоположением такой ставленник должен получить полное семинарское, академическое или другое высшее богословское образование.

### В католицизме
13-е правило Трульского собора о возможности нахождения в браке диаконам и священникам не признано в Римско-католической церкви. В Католической церкви борьба против женатого духовенства приобрела централизованный характер в конце XI века и происходило в ходе Григорианской реформы XI―XII веков. Созванный папой Григорием VII собор в Риме в 1075 году постановил рассматривать брак священнослужителей как блудодеяние.
Целибат, как каноническую норму, для субдиаконата (иподиаконов) и более высших санов (священников и епископов) окончательно закрепил Второй Латеранский Собор в 1139 году, постановив: «мы также постановляем, что те, кто в субдиаконате и высших санах вступили в брак или имеют наложниц, были лишены своей должности и церковного прихода. Ибо, поскольку они должны быть и называться храмом Божиим, сосудом Господа, обителью Святого Духа, неприлично, чтобы они предавались браку и нечистотам», а также запретил посещать мессы тех, у кого есть жёны или наложницы и постановил расторгать их брак, так как такой союз, заключённый в нарушение церковного закона, не является супружеством. Это требование было подтверждено на 24 сессии Тридентского собора 1562 года, который провозгласил анафему на тех, кто говорит, что клирики, состоящие в священном сане, могут вступать брак и такой брак является действительным. Однако даже в XVI веке существовало множество священнослужителей всех степеней, живущих в браке со своими жёнами и считающих свой брак каноническим делом.
Безбрачию духовенства посвящён 16-й пункт декрета Второго Ватиканского Собора (1962―1965) о служении и жизни пресвитеров «Presbyterorum ordinis», который постановил тех, кто принял священство, уже состоя в браке, оставаться в своём призвании, но одобрял и подтверждал необходимость целибата для Пресвитерата (священников и епископов).
Совершенное и постоянное воздержание ради Царства Небесного, предлагаемое Христом Господом, на протяжении веков и даже в наши дни добровольно принимаемое и похвально соблюдаемое немалым числом верных Христу, Церковь всегда считала особенно важным для священнической жизни. Оно является знамением пастырской любви и в то же время побуждением к ней, особым источником духовной плодотворности в мире. Конечно, оно не требуется самой природой священства, как это видно из практики древней Церкви и традиции Восточных Церквей, где, кроме тех, кто по дару благодати вместе со всеми Епископами решает соблюдать безбрачие, есть также весьма достойные женатые Пресвитеры. Поэтому, когда Святейший Собор предлагает безбрачие для духовенства, он никоим образом не намеревается менять иную дисциплину, которая законным образом действует в Восточных Церквах. С любовью призывает он всех, кто принял священство, уже состоя в браке, оставаться в своём святом призвании, продолжая со щедрой полнотой посвящать свою жизнь вверенному им стаду.
Однако безбрачие приличествует священству по многим соображениям. Ведь миссия священника целиком посвящена служению новому человечеству, которое Христос, Победитель смерти, пробуждает в этом мире Своим Духом и которое имеет свой источник «ни от крови, ни от хотения плоти, и ни от хотения мужа, но от Бога» (Ин 1, 13). Соблюдая девственность или безбрачие ради Царства Небесного, Пресвитеры посвящают себя Христу в новом и возвышенном качестве, легче с нераздельным сердцем следуют Ему, свободнее посвящают себя в Нём и через Него на служение Богу и людям, успешнее служат Его Царству и делу благодатного нового рождения и таким образом оказываются способнее к принятию более широкого отцовства во Христе. Этим они свидетельствуют перед людьми, что хотят безраздельно посвятить себя порученному им служению, то есть обручать верных Единому Мужу и представить их Христу чистой девой, напоминая о таинственном брачном союзе, который основан Богом и в грядущие сроки явится во всей полноте — о том союзе, в силу которого Церковь имеет Единого Жениха: Христа. Наконец, они становятся живым знамением грядущего мира, уже присутствующего через веру и любовь, в котором чада воскресения не будут ни жениться, ни выходить замуж.
Этими соображениями, основанными на тайне Христа и Его посланничества, безбрачие, которое прежде лишь рекомендовалось священникам, было впоследствии в Латинской Церкви предписано законом всем, кого возводят в священный сан. Сей Святейший Собор вновь одобряет и подтверждает это законодательство в отношении предназначаемых к Пресвитерату. Уповая на Дух, он верит, что дар безбрачия, столь подобающий священству Нового Завета, щедро даруется Отцом, если те, кто участвует в священстве Христа через таинство рукоположения, а также вся Церковь в целом, будут смиренно и настойчиво просить об этом. Священный Собор призывает также всех Пресвитеров, которые свободно и добровольно, уповая на благодать Божию, приняли святое безбрачие по примеру Христа, к тому, чтобы, всей душой и всем сердцем держась этого состояния и верно в нём пребывая, они признавали его преславным даром, который был дан им Отцом и так явно превозносится Господом, а также памятовать о великих тайнах, знаменуемых и осуществляемых в нём. И чем более в современном мире совершенное воздержание считается многим людьми невозможным, тем с бо́льшим смирением и постоянством Пресвитеры вместе с Церковью будут испрашивать благодать верности, в которой никогда не отказывается просящим о ней, употребляя одновременно сверхъестественные и естественные средства, имеющиеся в распоряжении у всех. Они должны прежде всего следовать тем аскетическим правилам, которые утверждены опытом Церкви и не менее необходимы в современном мире. Итак, сей Святейший Собор призывает не только священников, но и всех верных дорожить этим драгоценным даром безбрачия священников и просить Бога, чтобы Он всегда изобильно наделял этим даром Свою Церковь.
В настоящее время в Римско-католической церкви женатые мужчины могут быть рукоположены в диаконы при условии, что они не будут становиться священниками, священники и епископы должны быть безбрачными.
Обязательный целибат для священников и епископов не распространяется на клир Восточнокатолических церквей, в том числе грекокатоликов. Восточнокатолические священники руководствуются своим собственным каноническим правом (см. Кодекс канонов Восточных церквей) и имеют право состоять в браке, если он был заключён до принятия клириком священного сана.
Обязательность целибата в настоящий момент — предмет активных дискуссий. В США и в Западной Европе многие католики склоняются к одобрению отмены института женатого духовенства. Однако Папа Иоанн Павел II (1978—2005) решительно высказывался против проведения этой реформы. В 2017 году в США были женаты до 120 католических священников. Во многом это связано с изменением политики, сделанной папой Иоанном Павлом II в 1980 году, который предложил женатым священникам англиканской Епископальной церкви возможность продолжить своё служение после обращения в католицизм.
В Италии за 2015―2017 года ради женитьбы лишились сана, по разным данным, от шести тысяч до нескольких десятков тысяч священников.

### В протестантизме
Англикане и практически все протестанты отдают предпочтение женатому священству.

## Целибат в других религиях
- В Древнем Риме обет безбрачия на 30 лет давали служительницы культа Весты. Нарушительниц обета закапывали в землю живьём[20].
- В индуизме считается, что, поскольку сексуальная активность отвлекает как от обучения, так и от достижения спасения, половое воздержание необходимо соблюдать как на первом этапе жизни ― брахмачарья (до 24 лет), так и на последнем этапе жизни ― санньяса (75―100 лет). Целибат в индуизме также практикуют аскеты садху, которые оставляют обычный образ жизни и предпринимают аскезы, чтобы очистить разум и тело, а также достичь освобождения (мокши), посвятив себя исключительно медитации. Согласно индуистской философии, садху должны проходить обучение у гуру или наставника, который должен быть чистым и безгрешным, что в индуизме требует целибата. Есть ещё более философская ветвь индуизма, называемая Веданта, названная в честь Вед, последователи которой ведут целомудренную монашескую жизнь. Один из крупнейших орденов монахов и монахинь Веданты ― это орден, основанный Рамакришной (1836—1886) в XIX веке, который требовал от своих последователей безбрачия по двум причинам: чтобы сберечь энергию и направить её на самореализацию, и чтобы не отвлекать тело, чтобы объединить свой дух с Брахманом[21].
- В буддизме Тхеравады, практикуемом в Шри-Ланке, Мьянме, Камбодже, Лаосе и Таиланде, целомудренный монах-мужчина, отрёкшийся от мира и его желаний, ближе всего к освобождению. С другой стороны, буддизм Махаяны, существующий в Тибете, Китае, Корее и Японии, учит, что миряне, так же как и монахи, могут достичь просветления, и поэтому придаёт меньшее значение необходимости безбрачия[21].
- В иудаизме отрицательное отношение к безбрачию основывается прежде всего на прямом библейском Божьем предписании плодиться и размножаться (Быт. 1:28). Безбрачие несовместимо также с еврейской концепцией, по которой мужчина, если он не женат, рассматривался лишь как половина человеческого существа. Иудаизм не только не видит в безбрачии средство для достижения святости, но, наоборот, считает безбрачие помехой личному совершенствованию. Это ярко иллюстрирует термин киддушин («освящение»), употребляемый для обозначения церемонии обручения как первого шага к вступлению в брак, а также библейское указание на то, что первосвященник должен быть женат (Лев. 21:13). Неженатые люди не допускались к некоторым общественным и религиозным должностям, например, судей по тяжким уголовным преступлениям (Санх. 36б). Еврейские моралисты защищали строгий самоконтроль, а иногда даже известную степень аскетизма, но не поощряли безбрачия или какой-либо формы монашества. Представление о том, что в браке есть нечто аморальное, было опровергнуто Нахманидом в XIII веке в специальном трактате, посвящённом этой теме. Традиционный еврейский взгляд на брак нашёл своё наиболее отчётливое выражение в следующем положении Шулхан аруха: «Каждый человек обязан жениться, чтобы выполнить свой долг продолжения рода, и всякий, кто не участвует в продолжении рода, как бы проливает кровь, умаляет Божий образ и принуждает Шхину покидать Израиль» (ЭхЭ. 1:1). Традиция предоставляет религиозному суду право принуждать к женитьбе неженатого мужчину после того, как ему исполнилось двадцать лет. Однако с конца средних веков такое принуждение не практиковалось[3].
- Большинство учёных считают безбрачие запрещённым в исламе. В нескольких хадисах безбрачие категорически запрещается, в том числе в одном хадисе говорится, что «всякий из вас, кто может жениться, должен жениться». Другой хадис гласит, что «когда мужчина женится, он исполнил половину своей религии, поэтому пусть он боится Аллаха насчёт другой половины» и вошёл в широкое распространение в сокращённой форме, которая гласит, что «брак ― это половина религии». В исламе существуют социальные установки, благоприятствующие раннему браку, полигамии и практике мута (временного брака). Невыполнение супругом своих сексуальных обязанностей рассматривается как основание для развода как для мужчин, так и для женщин. При этом некоторые суфийские аскеты, в том числе Худжвири (1071 год), практиковали целибат как форму самодисциплины[22].